# Luis Baraona
Luis Antonio Baraona Fornés (Santiago, 19 de julio de 1885) fue un agricultor y político chileno, quién sirvió como tercer y séptimo alcalde de la comuna de Pichilemu entre 1924 y 1925, y luego como diputado de la República por la 10.º Agrupación Departamental de Caupolicán, San Vicente y San Fernando desde 1926 hasta 1930.

## Biografía
Nació el 19 de julio de 1885, en Santiago. Hijo de Luis Antonio Baraona Calvo y de Concepción Fornés García Reyes. Medio hermano del también exparlamentario Jorge Baraona Puelma. Se casó en esa ciudad el 25 de diciembre de 1911 con Constanza Ortúzar Fornés. Sus hijos fueron Concepción, Enriqueta, María Eugenia, Carmen, Luis, Valentina, Antonio, Fernando, José, Constanza y Ester. Es abuelo, por parte de su hija Constanza, del exministro del Interior Belisario Velasco.
Fue miembro del Partido Conservador de Chile. Elegido Alcalde de Pichilemu en 1924, y mantuvo esa posición entre el 4 de mayo de aquel año y el 24 de diciembre de 1925, cuando  dimitió para ser candidato a diputado. Fue elegido para el período 1926-1930; durante su tiempo como miembro de la Cámara de Diputados fue miembro  de la Comisión Permanente de Presupuestos y Decretos Objetados.